# Els alertadors a l'ONU
Els alertadors a l'ONU (títol original en anglès, The Whistleblowers: Inside the UN) és una pel·lícula documental de la BBC Two de juliol de 2022. Tracta sobre la corrupció generalitzada, el masclisme, la misogínia i l'assetjament dins de les Nacions Unides. S'ha doblat i subtitulat al català pel programa 60 minuts del canal 33.